# Plebiscito constitucional de Uruguay de 1938
El 27 de marzo de 1938 se realizaron dos plebiscitos constitucionales en Uruguay. Ambas propuestas de reformas fueron aprobadas por el electorado.

## Cambios propuestos
El primer conjunto de reformas había sido propuesto en una ley constitucional el 30 de diciembre de 1936. Establecerían el sistema de facciones "lema" dentro de los partidos políticos y permitirían varios candidatos presidenciales para cada lema. El candidato más votado del lema más votado ganaría la elección presidencial. La ley también reorganizaría el Senado.
El segundo conjunto de reformas fue presentado por la Asamblea General el 24 de febrero de 1938. Restringirían cada lema a un solo candidato a presidente, además de reorganizar el gobierno local. Como se trataba de una iniciativa administrativa de las dos quintas partes de la Asamblea, se requería una mayoría de votantes registrados votando a favor. Esto se logró, con el 52,47% de todos los votantes registrados aprobando las reformas.

## Resultados

### Propuesta 1
| Opción                             | Votos   | %     |
| ---------------------------------- | ------- | ----- |
| A favor                            | 333,802 | 93.45 |
| En contra                          | 23,385  | 6.55  |
| Inválidos/votos en blanco          |         | -     |
| Total                              | 357,187 | 100   |
| Votantes Registrados/participación | 636,171 |       |
| Fuente: Democracia Directa         |         |       |

### Propuesta 2
| Opción                             | Votos   | %     |
| ---------------------------------- | ------- | ----- |
| A favor                            | 333,802 | 97.99 |
| En contra                          | 6,847   | 2.01  |
| Inválidos/votos en blanco          |         | -     |
| Total                              | 340,649 | 100   |
| Votantes Registrados/participación | 636,171 |       |
| Fuente: Democracia Directa         |         |       |